# Pimpla javensis
Pimpla javensis là một loài tò vò trong họ Ichneumonidae.